# Caso Cláudia Silva Ferreira

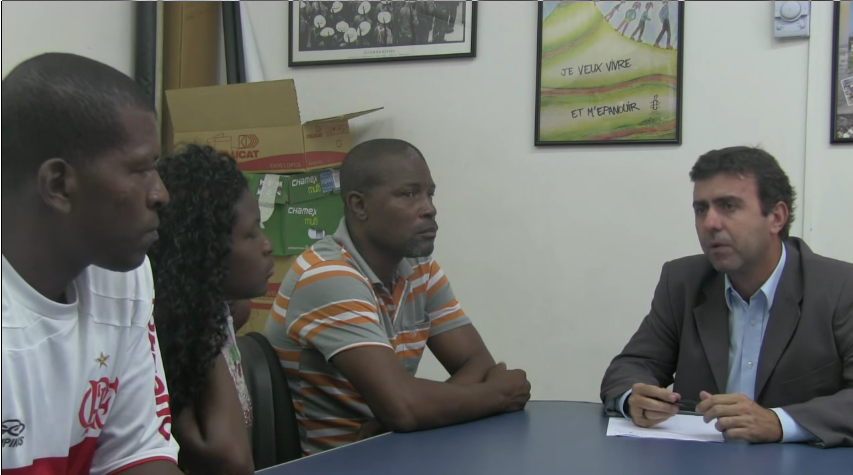
Então deputado estadual Marcelo Freixo (dir) conversa com familiares de Cláudia na Comissão de Direitos Humanos e Cidadania da Assembleia Legislativa do Rio, em 2016

O Caso Cláudia Silva Ferreira refere-se ao crime ocorrido na manhã de 16 de março de 2014, quando Cláudia Silva Ferreira morreu, vítima de uma operação da Polícia Militar do Rio de Janeiro no Morro da Congonha, na zona norte do Rio de Janeiro. Cláudia foi baleada e em seguida arrastada por volta de 300 à 350 metros pela viatura policial que a socorreu.

## Vítima
Cláudia Silva Ferreira (Rio de Janeiro, 1976 — Rio de Janeiro,  16 de março de 2014), conhecida por Cacau, era mãe de quatro filhos e cuidava de outros quatro sobrinhos, com idades entre 5 e 18 anos. Segundo o marido, ela caminhava para comprar alimentos para seus filhos quando foi baleada. Cláudia trabalhava como auxiliar de serviços num hospital e completaria 20 anos de casada em setembro de 2014.

## Assassinato
Cláudia foi atingida durante uma troca de tiros na região onde vivia e então foi socorrida e colocada no porta-malas de uma viatura policial por três policiais que alegaram que a levariam para um hospital. Durante o trajeto, seu corpo caiu para fora do porta-malas e, preso pela roupa, ficou pendurado e foi arrastado por volta de 350 metros na Estrada Intendente Magalhães.  A cena do corpo da Cláudia sendo arrastado foi filmada por um cinegrafista anônimo (que seguia no carro atrás da viatura) e o vídeo foi divulgado pela imprensa.

## Repercussão
As imagens divulgadas provocaram grande repercussão nacional e internacional. A morte da Cláudia gerou protestos dentro da comunidade onde vivia e fora. Em uma campanha nas redes sociais chamada de "100 Vezes Cláudia", mais de 100 artistas criaram imagens em sua homenagem. Em uma intervenção durante uma sessão especial no Senado Federal, a ativista Arísia Barros falou sobre a representatividade do caso diante do legado de racismo no Brasil e pediu a aprovação do projeto de lei 4.471/2012, que estabelece maior rigor em investigações de mortes decorrentes de ação policial.
Dilma Rousseff, presidente da República, lamentou o ocorrido através de uma rede social:
Nessa hora de tristeza e dor, presto a minha solidariedade à família e amigos de Cláudia. A morte de Claudia chocou o país. Cláudia da Silva Ferreira tinha 4 filhos, era casada havia 20 anos e acordava de madrugada para trabalhar em um hospital, no Rio— Dilma Rousseff.
O governador do Rio de Janeiro, Sérgio Cabral, qualificou a ação da polícia como "abominável" e se reuniu com os familiares da Cláudia logo após sua morte.
O mínimo que se espera dos três policiais presos é que sejam expulsos da corporação— Governador Sérgio Cabral Filho.

### Indenização
Em abril de 2014, a Defensoria Pública do Rio de Janeiro firmou um acordo com o Governo do Estado do Rio de Janeiro para garantir indenização por danos morais e materiais à família.

## Investigação
Laudo pericial constatou que a causa da morte de Cláudia foi um tiro que atingiu o coração e o pulmão.
Dos policiais que transportavam Cláudia quando ela foi arrastada, dois deles—os subtenentes Adir Serrano Machado e Rodney Miguel Archanjo, do 9o Batalhão da Polícia Militar—já tinham, antes mesmo do caso da Cláudia, envolvimento em casos que resultaram na morte de pelo menos 69 outras pessoas durante supostos tiroteios registrados como "autos de resistência" entre 2000-2014.
Em maio, seis policiais envolvidos no caso foram indiciados por crimes incluindo homicídio doloso e fraude processual. No entanto, em julho do mesmo ano eles já haviam voltado a trabalhar e, em outubro, se livraram de ter que enfrentar a Justiça Comum.
Após dois anos da morte de Cláudia, nenhum policial havia sido responsabilizado por sua morte. 
Após 4 anos, o caso persistia sem conclusão.
O caso da Cláudia ganhou notoriedade pela natureza chocante das imagens e reacendeu um amplo debate público sobre violência policial e impunidade em casos de crimes cometidos pela polícia no Brasil.  Levantamento da Anistia Internacional Brasil mostra que pelo menos 16% dos homicídios registrados na cidade do Rio entre 2010-2015 foram cometidos por policiais, um dos maiores índices de letalidade policial do mundo.  Em 220 casos examinados pela organização de direitos humanos envolvendo homicídios por policiais, apenas um policial havia sido indiciado.